# Книгге, Адольф
Адольф Кни́гге (нем. Adolph Franz Friedrich Ludwig Freiherr Knigge; 16 октября 1752[…], Бреденбек, Нижняя Саксония — 6 мая 1796[…], Бремен) — немецкий писатель и деятель тайных обществ, один из идеологов иллюминатов.

## Биография
Отпрыск древнего, но обедневшего рода, чей баронский титул уже не давал право на приставку «фон». Вырос в рорестроенном в XVI веке; в одиннадцать лет потерял мать, в четырнадцать — отца, унаследовав долги на сумму в 130 тысяч рейхсталеров. Кредиторы взяли имение под опеку и назначили ему ежегодную ренту в 500 рейхсталеров. Был отправлен в Ганновер в частное учебное заведение, в 1769—1772 г. изучал право и камералистику в Гёттингенском университете.
Поступил на службу (1771) к гессенскому ландграфу. Стал гоф-юнкером и асессором военной и вотчинной палаты Касселя, но не сошёлся характером с сослуживцами и долго там не прослужил. В 1773 году якобы по настоянию ландграфини женился на придворной даме Генриетте фон Баумбах: дело в том, что он скомпрометировал эту даму шуточной кражей туфли. В 1775 году с женой и новорожденной дочерью Филиппиной Августой Амалией уехал в имение Баумбах. В 1776 г. герцог Карл Август Саксен-Веймарский назначил его камергером при веймарском дворе; там он прославился остроумием, но тоже долго не ужился и впоследствии едко высмеивал придворные нравы в своих сатирических книгах.
С 1780 года Книгге посвятил себя литературе и тайным обществам. Жил во Франкфурте-на-Майне, Гейдельберге, Ганновере, с 1790 г. и до смерти — в Бремене. Там он стал обер-капитаном британско-ганноверского правительства, ландратом, покровительствовал любительскому театру.
Книгге заболел (1795) и скончался (1796) от тифа в возрасте 43 лет. Погребён в бременском соборе, где в память о нём установлена надгробная доска с эпитафией.

## Литературное творчество
Книгге дебютировал романом «Der Roman meines Lebens»; затем следовали «Geschichte Peter Clausens» и полная юмора «Reise nach Braunschweig» (1792). Во всех произведениях он осмеивает сентиментальность своего времени. Собрание его сочинений вышло в 1804—1806.
Громадной известностью пользовалась более века, позже в переработанном виде, его двухтомный труд об этикете: «Ueber den Umgang mit Menschen» — собрание правил «обхождения с людьми всех сословий и положений». В своё время сочинение Книгге называлось — «сводом законов практической жизненной мудрости». Устанавливаемые ею правила, весьма сомнительного общественного макиавеллизма, ярко характеризуют нравы Германии последней четверти XVIII века. Именно этот труд стал основной книгой, сохранившей имя Книгге как писателя. В России книга «Об обращении с людьми» была издана в 1810—1813 гг. в Санкт-Петербурге в переводе Якова Лангена. Первые 3 части вышли в 1810 г., затем, в 1813 г. появилось продолжение под названием «Об обращении женщин с мужчинами».
Имя собственное Knigge, хотя его книги уже не читают и постулаты изменились, стало в немецком языке нарицательным не только со значением «этикет», но и с более широким обозначением правил поведения для различных социальных групп, в различных жизненных ситуациях, например, «Книгге для студентов», «Книгге для ищущих жильё» и пр.

## Деятельность в тайных обществах

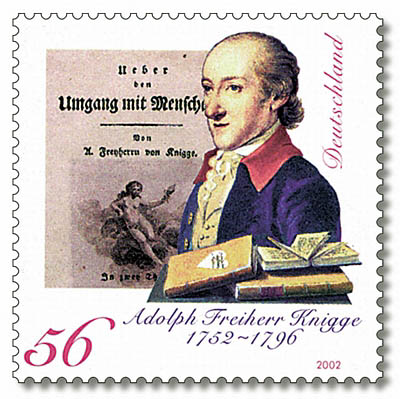
Адольф Книгге
(почтовая марка Германии, 2002)

Гораздо большую известность, чем литература (кроме одной книги, имевшей особую судьбу), ему принесла деятельность в тайных обществах. Ещё в 1773 он вступил в Касселе в масонскую ложу «К коронованному льву», принадлежащую к Уставу строгого соблюдения, претендовавшему на происхождение от ордена Храма, а потом в ложу «Вильгельмина Каролина» в Ганау. Будучи очень честолюбив, он достиг высших масонских степеней, став «рыцарем лебедя» (eques a cygno), и пытался провести в ложах реформы, но успеха не достиг.
В 1780 г. он познакомился с Адамом Вейсгауптом, несколько лет назад основавшим орден баварских иллюминатов, который тем не менее ещё оставался малочисленным. Вступив в этот орден, Книгге, получивший по правилам ордена прозвище — «Филон», быстро стал правой рукой Вейсгаупта и главным теоретиком ордена после него. Получив задание организовать деятельность ордена в Северной Германии, он проявил колоссальную активность и завербовал несколько сот новых членов, в число которых, по некоторым сведениям, входил даже Гёте. Он же вместе с Вейсгауптом разработал окончательную структуру и устав ордена.
Но уже в 1784 г. Книгге покинул орден иллюминатов, по одним сведениям — из-за теоретических разногласий с Вейсгауптом, по другим — не поделив с ним власть в ордене. После этого он пытался сам организовать другие тайные общества, но дальше проектов дело не пошло. Впрочем, недолгих лет сотрудничества с Вейсгауптом хватило, чтобы Книгге (в том числе и под именем «Филон») стал одним из главных пугал для сторонников теории заговора.

## Образ Книгге в литературе
В трилогии Г. Л. Олди и А. Валентинова «Алюмен» Адольф Книгге (действуя преимущественно под псевдонимом Эминент) является одним из главных действующих лиц, выводится как оккультист и ясновидец, противник научного прогресса.